# Prince of Persia: The Fallen King
Prince of Persia: The Fallen King (с англ. — «Принц Персии: Падший Король») — видеоигра для Nintendo DS, продолжение игры Prince of Persia . В ней можно использовать стилус или сенсорный экран.

## Сюжет
После событий Prince of Persia и Prince of Persia: Epilogue Принц и Элика разделяются. В то время, как Элика остаётся с Ахурами, сражаясь с Ахриманом, Принц отправляется на поиски царя города Новая Заря, в надежде, что он может вызвать Ормузда. В своём опасном путешествии он находит себе нового союзника — мага Зала, который был затронут Искажением. Из-за этого он может управлять Искажением, но также периодически оно захватывает его разум. Герои объединяются, чтобы спасти королевство от искажения и, в конечном счёте, остановить Ахримана. А для этого нужно найти 4 части магического щита.
Позже Зал рассказывает, что Искажение затронуло короля и разделило его на две части — злую и добрую. И, как выясняется позднее, именно Зал является доброй половиной. Предок — добрый дух, который время от времени помогал героям, ведёт их к «особой силе», которая объединяет Принца и Зала в одно существо, сохраняя акробатику первого и магию второго. Вместе Принц и Зал побеждают тёмную половину короля, что вызывает освобождение Зала от Искажения, но и убивает его. Принц освобождает королевство от Искажения, вылечив плодородную землю с помощью Щита.

## Геймплей
Игра использует очевидно менее продвинутый движок, чем у его остальных версий, но в игре более чем 50 различных локаций для исследования, включая пустынные города, темные лабиринты и забытые джунгли. Принц сражается плечом к плечу с новым союзником: магом Залом. За Зала можно играть, переключившись между Принцем и Залом, чтобы использовать либо акробатические способности Принца, либо магию Зала. В процессе прохождения, Принцу придётся сражаться с Искажением, похожим на то, что в других версиях, но нигде не было сказано, что Искажение было создано Ахриманом. Геймплей игры также поддерживает сенсорный экран и стилус Nintendo DS, и используется для акробатики, битв и решения загадок. Используемый художественный стиль подобен «иллюстративному», использованном в других версиях.

## Отзывы
| Сводный рейтинг | Сводный рейтинг |
| Агрегатор       | Оценка          |
| --------------- | --------------- |
| GameRankings    | 64,63 %         |